# Halflife (мініальбом)
Halflife — другий мініальбом італійського готичного альт-метал-гурту Lacuna Coil. Реліз відбувся 20 березня 2000 року.

## Список композицій
| #     | Назва                                | Тривалість |
| ----- | ------------------------------------ | ---------- |
| 1.    | «Halflife»                           | 5:01       |
| 2.    | «Trance Awake»                       | 2:00       |
| 3.    | «Senzafine» (оригінальна версія)     | 3:55       |
| 4.    | «Hyperfast»                          | 4:57       |
| 5.    | «Stars» (кавер-версія гурту Dubstar) | 4:33       |
| 20:23 |                                      |            |

## Учасники запису
Lacuna Coil
- Андреа Ферро — чоловічий вокал
- Крістіна Скаббіа — жіночий вокал
- Марко "Маус" Біацці — електрогітара
- Крістіано "Піцца" Мігліоре — ритм-гітара
- Марко Коті Зелаті — бас-гітара, клавішні
- Крістіано "КріЦ" Моццаті — барабани, ударні